# バシラス界
バシラス界ないしバチルス界（Bacillati）は、バシラス属をタイプ属とする細菌の界。2020年代にテッラバクテリアなどと呼ばれていたものが界として定義されたものである。

## 概要
2024年に公表された『原核生物の2つのドメインと7つの界の名称の正式発表』により記載された。分子系統に基き定義されており、タイプ属を含むバシラス門の他に、放線菌門、アルマティモナス門、藍色細菌門、クロロフレクサス門、マイコプラズマ門が含まれるとされた。旧来テッラバクテリアと呼ばれていたグループに相当するが、当初テッラバクテリアに含まれていたデイノコッカス門はテルモトガ界に含まれるとされ、この界からは除外されている。他に、2025年に記載されたミニシコッカス門もこの界に含まれる。
共通派生形質は特に宣言されていないが、藍色細菌門とアルマティモナス門を除く5門は基本的に外膜を欠いている。これに関連してグラム陽性菌の多くがこの界に含まれる。また、芽胞ないし胞子形成能力を持つ種もこの界に集中している。光合成能を持つ種も比較的多い。
Battistuzziらの説では、シュードモナス界とは30億年前に分岐したと推定されており、この2界で記載されている細菌の99%を占める。バシラス界の登場は地球史における陸地の発達と関連すると考えられ、乾燥、紫外線、高塩環境への適応に優れている。海中での占有率は12-14%だが、湿った土壌では28%、乾燥土壌では67%を占める。
メタゲノムデータなどの蓄積により、バシラス界に含まれる可能性のある細菌の種類は現在にいたるまで増加している。未記載の候補門としては以下のグループがある。
- メライナバクテリア（Melainabacteria）
- セリサイトクロマティア（Sericytochromatia）
- マーギュリスバクテリア（Margulisbacteria）
- サガンバクテリア（Saganbacteria）
- ドルミバクテリウム（Dormibacteraeota）
- エレミオバクテリウム（Eremiobacteraeota）
- アブディティバクテリウム（Abditibacteriota）